# Víctor Larco Herrera
Víctor Larco Herrera (n. Hacienda de San Ildefonso, Trujillo, 1870 - f. Santiago de Chile; 10 de mayo de 1939) fue un destacado político, agricultor y filántropo peruano. Dedicó gran parte de su vida a las obras sociales y culturales del país. Desde el año 1945 mediante ley el distrito de Víctor Larco Herrera, perteneciente a la provincia de Trujillo, lleva el nombre de este filántropo trujillano que con sus bienes apoyó a los primeros moradores de ese distrito y a la misma ciudad de Trujillo.

## Biografía
Fue hijo de Josefina Herrera Medina y Rafael Larco Bruno, sus hermanos fueron Rafael, Alberto, Carlos, Geronimo y María Larco Herrera; contrajo primeras nupcias con Carolina Hoyle Castro con quien tuvo un hijo: Víctor Carlos. Luego su segundo y último compromiso con Susana Vásquez Lizarzaburu, sus hijos fueron: Víctor Manuel, Víctor Humberto, Napoleón, Jorge, Consuelo, Susana, Iris, Josefina, Elena y Victoria. 
Inició sus estudios en el Colegio de la Inmaculada; pasó al Instituto de Lima, regido a la sazón por un grupo de maestros alemanes; y cursó en la Escuela Naval del Perú hasta recibir despachos de guardamarina. Pero pronto optaría por el comercio. Tomó a su cargo la explotación de la hacienda Chiquitoy, en el valle de Chicama, y asumió la gerencia en 1891 de la sociedad agrícola constituida con sus hermanos.
En 1901, en la Parroquia de la Catedral de Trujillo, se casó con su cuñada Carolina Hoyle Castro. Se volvió a casar con Susana Victoria Vásquez Lizarzaburu. De su primer matrimonio desciende el expremier y canciller Guillermo Larco Cox.

## Vida política
Fue elegido senador por el Departamento de La Libertad en 1904, y luego sucesivamente reelegido hasta el año 1919. En 1913 fue elegido alcalde de Trujillo, obsequió a la ciudad el magnífico edificio que hasta hoy ocupa las instalaciones de su consejo municipal. 
Cuando se efectuó el golpe de Estado que derrocó al entonces presidente Guillermo Billinghurst el 4 de febrero de 1914, se unió a los representantes que abogaron en favor del derecho sucesorio que la constitución reconoce como primer vicepresidente, y por ello hubo de sufrir una breve encarcelación. Al poco tiempo extendió sus operaciones agrícolas hacia Argentina entre los años 1916 y 1917, alentando por la favorable coyuntura creada por la Primera Guerra Mundial. 
Incorporado a la Sociedad Benéfica Pública de Lima en 1918, se encargó de dicha institución y también de la inspección de los hospitales de enfermos mentales. Otorgó su pleno apoyo a la iniciativa del doctor Hermilio Valdizán para desterrar los métodos inhumanos que aún prevalecían en su tratamiento, y en pocos años donaría más de un millón y medio de soles para construir el nuevo establecimiento que actualmente lleva su nombre: el Hospital "Víctor Larco Herrera". Además donaría al poco tiempo importantes sumas de dinero para la edificación de un moderno orfanato. En 1919 empezó la formación del Museo Arqueológico de Lima, mediante las compras de varias colecciones particulares y de numerosísimas piezas procedentes de las depredaciones efectuadas por los huaqueros. 
Confiaría su organización a Horacio Urteaga; y para albergarlo erigió un edificio exteriormente inspirado en el Templo de Tiahuanaco; pero debido a las instancias de Julio C. Tello, aceptó venderlo al estado el 6 de diciembre de 1924, por la simbólica suma de un millón de soles. Donó al Club de la Unión, el terreno donde éste edificó su local, en la Plaza Mayor de Lima. Dio renovado ejemplo de magnificencia.
Falleció en 1939, en Santiago de Chile, y fue enterrado en el mausoleo de su familia en el Cementerio Presbítero Maestro.

## Publicaciones
- 1924, Acerca de la Asistencia de los Alienados
- 1934, Leguía; el mártir de la Penitenciaría
- 1934, Cobrizos, Blancos y Negros: Aborígenes de América